# Imaginove
 (avril 2013).
Imaginove a été créée en 2005 par Images Rhône-Alpes (cinéma/audiovisuel), Lyon Game (jeux vidéo) et CITIA (animation, multimédia),